# Portefeuille de marché
Le portefeuille de marché est un portefeuille constitué d'une somme pondérée de tous les actifs dans le marché, chacun pondéré selon sa proportion dans le marché, avec l'hypothèse nécessaire que ces actifs sont divisible à l'infini,.

## Concept
Richard Roll (1977) précise que ce n'est qu'un concept théorique, car pour créer un portefeuille de marché à des fins d'investissement il faudrait dans la pratique inclure tous les actifs possibles, y compris l'immobilier, les métaux précieux, les collections de timbres, les bijoux et tout ce qui a une valeur, car le marché théorique devrait être le marché mondial.
Il y a un débat sur l'importance de ce qui est pris en compte pour constituer le portefeuille de marché. Certains auteurs disent qu'il ne fait pas de grande différence, vous pouvez utiliser n'importe quel ancien indice permet d'obtenir des résultats similaires. Roll a donné un exemple dans lequel différents indices produisent des résultats différents, ce qui implique que le choix de l'index permet d'obtenir le classement que vous voulez. Brown et Brown examinent cette question, à l'aide de différents indices tels que les actions seulement, les actions et les obligations, et les actions, les obligations et l'immobilier. Ils trouvent que l'étude d'un marché qui comprend l'immobilier produit des résultats différents. Par exemple, avec une mesure la plupart des fonds communs de placement ont un alpha proche de zéro, tandis qu'avec une autre mesure la plupart d'entre eux ont un alpha nettement négatif.
La plupart des fournisseurs d'index donner des indices pour les différents composants tels que les actions, les obligations, etc. En conséquence, des approximations du  marché (tels que le FTSE 100 au royaume-UNI, le DAX en Allemagne ou le S&P 500 aux États-Unis) sont utilisés dans la pratique par les investisseurs. Roll critique ces approximations en arguant qu'elles ne peuvent représenter de manière correct le marché dans son ensemble.
Le concept de portefeuille de marché joue un rôle important dans de nombreux financière des théories et des modèles, y compris le modèle d'évaluation des actifs financiers où il est le seul fonds dans lequel les investisseurs doivent investir, en complétant avec un actif sans risque (par exemple un bon du trésor), en fonction de l'attitude de chaque investisseur envers le risque.
Doeswijk, Lam et Swinkels (2012) (2013) soutiennent que le portefeuille de l'investisseur moyen contient des informations importantes pour l'allocation stratégique des actifs. Ce portefeuille montre l'importance relative de la valeur de tous les actifs en fonction du marché, que l'on pourrait interpréter comme un indice de référence ou le portefeuille optimal pour l'investisseur moyen. Les auteurs déterminent la valeur de marché des actions, de l'immobilier, des obligations à rendement élevé, de la dette émergente, des bons du trésor, des obligations privées, des obligations liées à l'inflation, des matières premières, et des hedge funds. Pour cette gamme d'actifs, ils estiment le portefeuille de marché global pour la période 1990-2012. 